# Exochus tardigradus
Exochus tardigradus là một loài tò vò trong họ Ichneumonidae.